# Staats Island
L'île Staats (en anglais : Staats Island, en espagnol : Isla Staats) est située à l'ouest de la Grande Malouine dans l'archipel des Malouines.

## Administration
Les îles sont administrées par le Royaume-Uni dans le cadre du Territoire britannique d'outre-mer des îles Falkland. Elle est revendiquée par la République argentine, qui en fait une partie du Département des îles de l'Atlantique Sud dans la province de Terre de Feu, Antarctique et îles de l'Atlantique sud.

## Description
C'est une île inhabitée du groupe des îles Beaver, se situant entre la grande île Beaver et New Island, à l'ouest de l'île Weddell.

## Faune
L'île est connue pour ses renards de Patagonie et ses guanacos, deux espèces introduites ; le premier ne doit pas être confondu avec le loup des Malouines étroitement apparenté, aujourd'hui éteint. L'introduction de guanaco a conduit au surpâturage du tussac tandis que l'introduction de renards a eu un effet négatif sur les oiseaux résidents et il existe un programme d'éradication pour éliminer les renards de cette île et d'autres îles du groupe Beaver.
La population de guanacos, de 15 animaux introduits en 1938-39, est rapidement passée à environ 275 en 1956, lorsque l'abattage a commencé afin de les remplacer par des moutons. Au début des années 1960, ils avaient été réduits à environ 10 à 20 animaux. La population oscillait entre quelques centaines et quelques dizaines, avec des abattages répétés ; en 2004, la population était remontée à environ 400 animaux. D'autres espèces introduites dans les années 1930 comprenaient une paire de Nandou de Darwin (connus des Malouines sous le nom d'autruche) et un certain nombre de mouffettes à nez decochon ; les nandous ne se sont pas établis, car leurs nids ont été attaqués par les renards, mais les mouffettes ont duré au moins jusqu'en 1956.
Les autres animaux sauvages de l'île comprennent le manchot de Magellan et d'autres oiseaux marins.

## Galerie

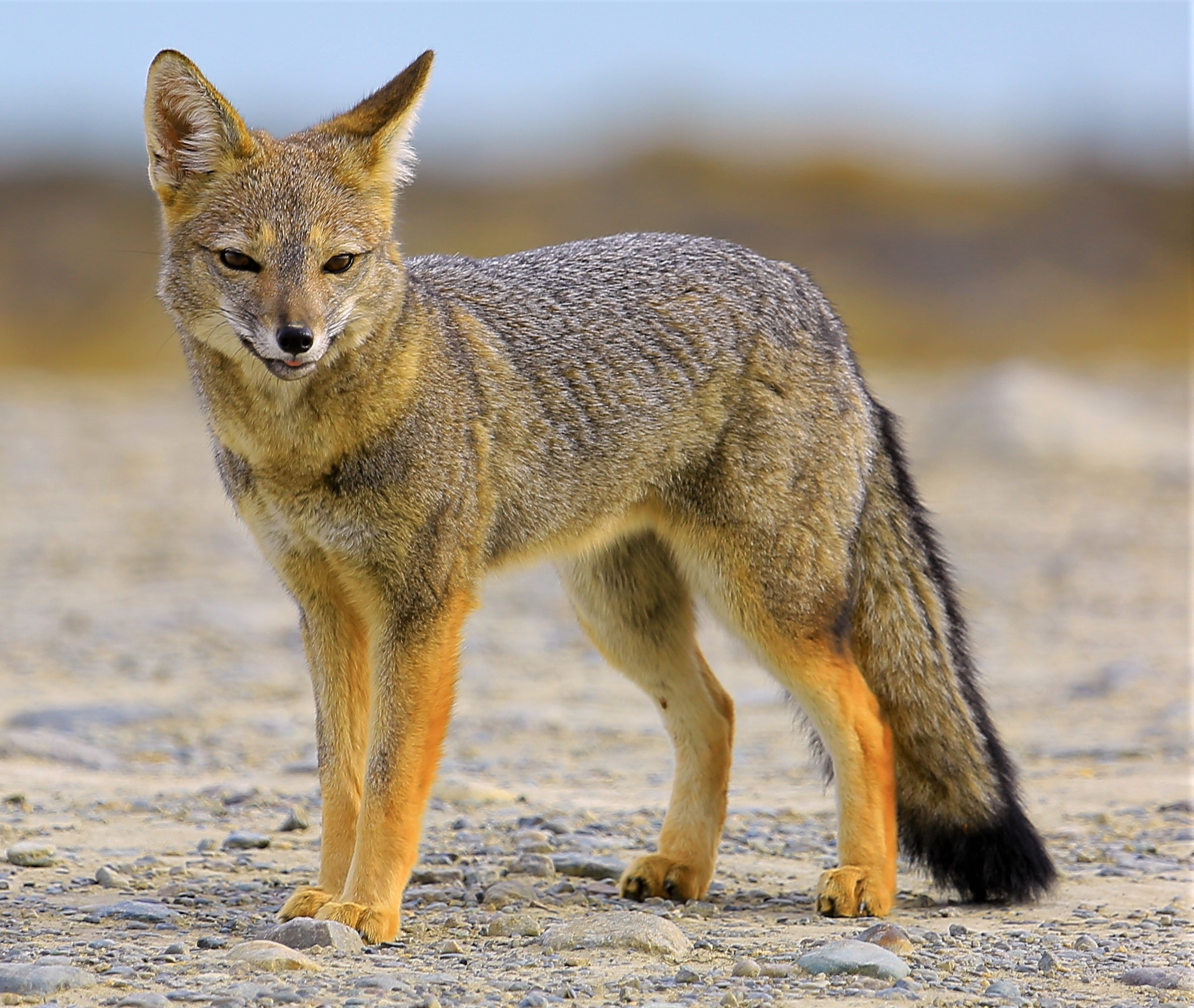
Renard de Patagonie
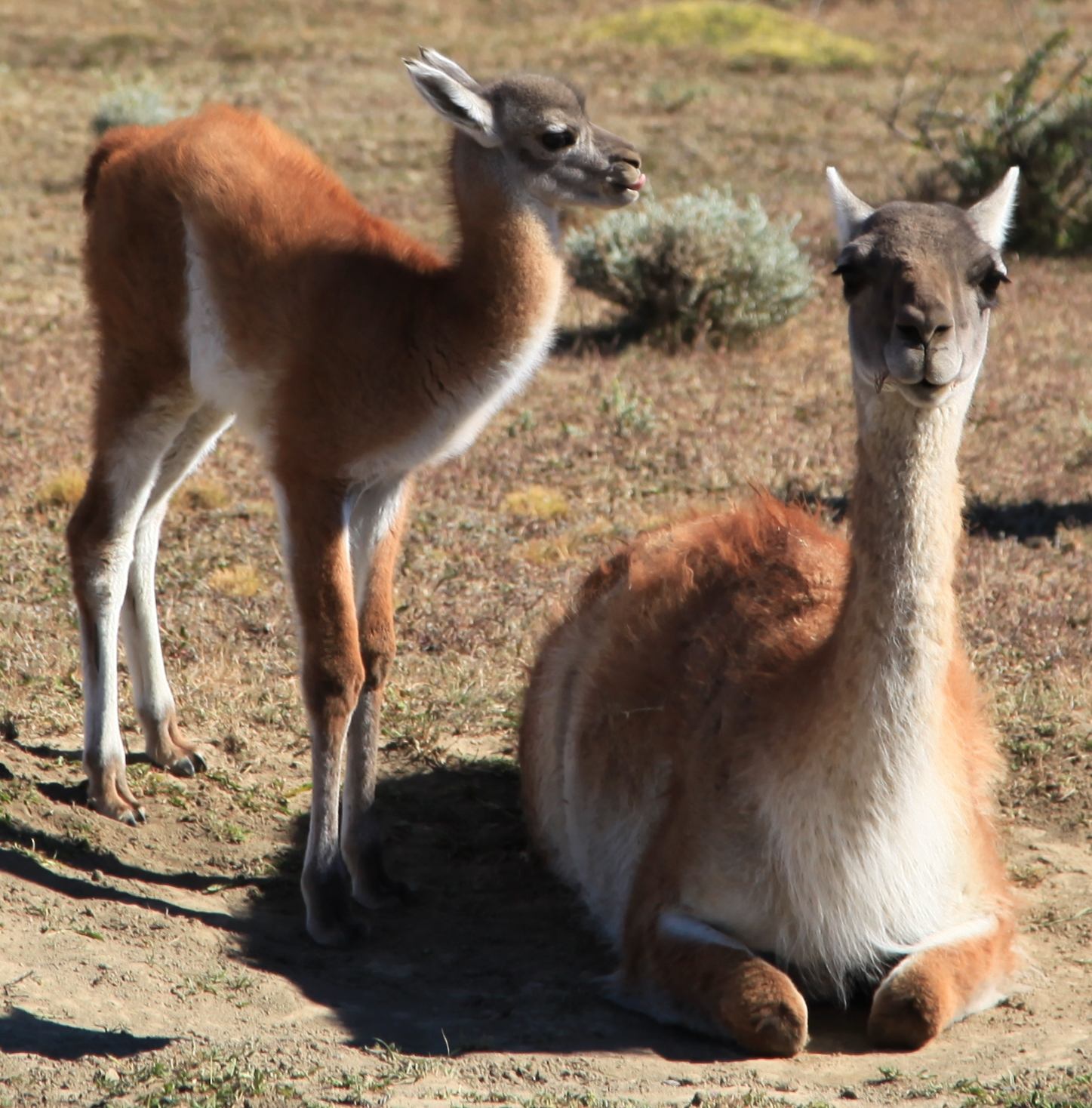
Guacanos
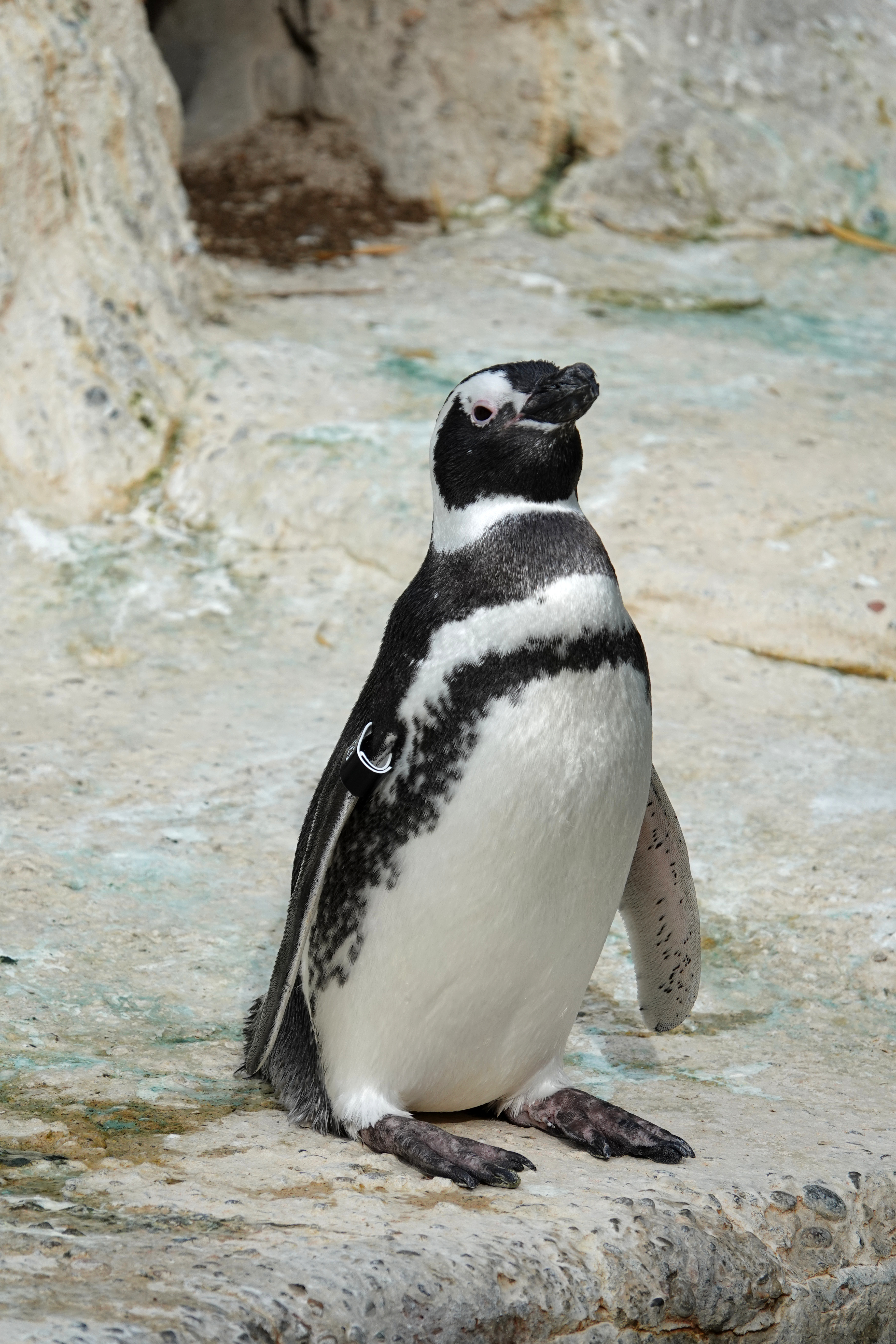
Manchot de Magellan